# Championnat de La Réunion de football 1956
Le Championnat de La Réunion de football 1956 était la 7e édition de la compétition qui fut remportée par la JS Saint-Pierroise. Il s'agit du premier championnat organisé par la Ligue réunionnaise de football.

## Classement
Une victoire vaut 2 points, 1 point pour un match nul et 0 point pour une défaite.
| Rang | Équipe                 | Pts | J  | G  | N | P  | Bp  | Bc  | Diff |
| ---- | ---------------------- | --- | -- | -- | - | -- | --- | --- | ---- |
| 1    | JS Saint-Pierroise     | 36  | 22 | 17 | 2 | 3  | 118 | 26  | +92  |
| 2    | SS Patriote (T)        | 34  | 22 | 17 | 0 | 5  | 92  | 38  | +54  |
| 3    | SS Jeanne d'Arc        | 31  | 22 | 15 | 1 | 6  | 88  | 48  | +40  |
| 4    | Bourbon C              | 28  | 22 | 14 | 0 | 8  | 98  | 49  | +49  |
| 5    | SS Royal Star          | 26  | 22 | 12 | 2 | 8  | 75  | 50  | +25  |
| 6    | SS Saint-Louisienne    | 23  | 22 | 10 | 5 | 9  | 84  | 62  | +22  |
| 7    | SS Charles de Foucauld | 22  | 22 | 10 | 2 | 10 | 57  | 44  | +13  |
| 8    | SS Indépendente        | 22  | 22 | 9  | 4 | 9  | 56  | 46  | +10  |
| 9    | SS Juniors Dionysiens  | 20  | 22 | 9  | 2 | 11 | 73  | 73  | 0    |
| 10   | SS Tamponnaise         | 17  | 22 | 8  | 1 | 13 | 64  | 82  | -18  |
| 11   | SS Dynamo              | 4   | 22 | 1  | 2 | 19 | 33  | 125 | -92  |
| 12   | US Saint-Andréenne     | 1   | 22 | 0  | 1 | 21 | 15  | 210 | -195 |

|  | Relégation en 2e division |